# تعدد القوميات
يُعرَّف تعدد القوميات، أو متعدد القومية، أو القومية التعددية بالتعايش بين اثنتين أو أكثر من المجموعات القومية المنغلقة أو المتحفظة داخل نظام حكم ما (مجموعة منظمة من الناس). وقد عرَّف رئيس الإكوادور رفاييل كوريا التعددية القومية بأنها التعايش بين عدد من القوميات المختلفة داخل دولة أكبر تتعايش فيها الشعوب والثقافات والرؤى العالمية المختلفة، ويُعترَف بها. وفكرة القومية في القومية التعددية جمعية، بمعنى أن هناك الكثير من القوميات داخل المجتمع المنظم من الناس. ويُستمَد من هذا المفهوم فكرة الدولة متعددة القوميات، وتعني وجود مجتمعات سياسية متعددة وتباين دستوري. ويساعد استخدام تعدد القوميات في تجنب انقسام المجتمعات داخل الدولة. علاوةً على ذلك، تقر الديمقراطية متعددة القوميات بتعدد عامة الناس (عامة أفراد الشعب) داخل نظام حكم.

## الدولة متعددة القوميات
تتشكل الدولة متعددة القوميات عن طريق اللامركزية الإدارية والسياسية، ويتسم النظام الإداري فيها بالتباين الثقافي، ويسمح بمشاركة جميع الجماعات والقطاعات الاجتماعية. ومن عناصر الدولة متعددة القوميات التعددية، وإعادة التوزيع, ومعارضة البيروقراطية، والديمقراطية التي تدافع عن التضامن الاجتماعي. كما تتمتع كذلك بالخصائص التالية: اللامركزية، والاستقلالية، والاستدامة، والمساواة، والتنوع.